# Amphoe Chumphon Buri
Chumpon Buri (Thai: อำเภอชุมพลบุรี) ist ein Landkreis (Amphoe) in der Nordwestecke der Provinz Surin. Die Provinz Surin liegt in der Nordostregion von Thailand, dem so genannten Isan. 

## Geographie
Benachbarte Bezirke (von Norden im Uhrzeigersinn): die Amphoe Phayakkhaphum Phisai der Provinz Maha Sarakham, Amphoe Kaset Wisai in der Provinz Roi Et, Amphoe Tha Tum in der Provinz Surin sowie die Amphoe Satuek, Khaen Dong, Khu Mueang und Phutthaisong in der Provinz Buriram.

## Geschichte
Die Gegend ist seit mindestens 5000 Jahren besiedelt, wie neolithische Terrakottafiguren beweisen, die in Chumpon Buri gefunden wurden. Sie wurde später vom Volk der Munda besiedelt, das aus dem Westen einwanderte und wohl die Vorfahren der heutigen Kui darstellt. Der Kreis gehörte in den ersten nachchristlichen Jahrhunderten zum Reich Funan, dann zu Chenla und seit dem 10. Jahrhundert zum Reich der Khmer. 
Der Kreis geht auf Mueang Chumphon Buri zurück. In den Verwaltungsreformen am Ende des 19. Jahrhunderts wurde daraus einen Kreis (Amphoe).
Nachdem am 22. Februar 1937 der östliche Teil des Kreises zum neuen Kreis Tha Tum abgespalten wurde, wurde der nun deutlich kleinere Kreis am 4. März 1937 zu einem „Zweigkreis“ (King Amphoe) heruntergestuft.
Am 20. Februar 1953 wurde er wieder zu einem vollen Kreis (Amphoe) erklärt.

## Wirtschaft
Die (Mon-Khmer-)Volksgruppe der Kui ist unter anderem durch die von ihnen gehaltenen Elefanten bekannt, die auch Touristen in entsprechenden Shows (zum Beispiel in Krapo, Tha Tum und Na Nongphai) vorgeführt werden. Dominierender Wirtschaftszweig in Chumpon Buri ist die Landwirtschaft. Es ist vor allem bei der jüngeren Bevölkerung eine Abwanderung in die größeren Städte zu verzeichnen. In den Gemeinden des Kreises sind ansonsten die üblichen buddhistischen Tempel zu finden; das kulturelle Leben ist durch regelmäßige Volksfeste gekennzeichnet.

## Sehenswürdigkeiten
- Feste:
  - Aal-Festival (Thai: เทศกาลงานปลาไหล) – Das Fest wird mit einem Jahrmarkt in der dritten Dezember-Woche gefeiert, wenn die Ernte eingebracht ist. Zu dieser Zeit können die Bauern sehr viel Aale (Monopterus albus) fangen, die jetzt gelb werden und nicht mehr fischig riechen.

## Verwaltung

### Provinzverwaltung
Der Landkreis Chumphon Buri ist in neun Tambon („Unterbezirke“ oder „Gemeinden“) eingeteilt, die sich weiter in 122 Muban („Dörfer“) unterteilen.
| Nr. | Name          | Thai     | Muban | Einw.  |
| --- | ------------- | -------- | ----- | ------ |
| 01. | Chumphon Buri | ชุมพลบุรี   | 22    | 13.518 |
| 02. | Na Nong Phai  | นาหนองไผ่ | 19    | 09.117 |
| 03. | Phrai Khla    | ไพรขลา   | 12    | 06.943 |
| 04. | Si Narong     | ศรีณรงค์   | 13    | 07.653 |
| 05. | Yawuek        | ยะวึก     | 10    | 07.632 |
| 06. | Mueang Bua    | เมืองบัว   | 16    | 09.484 |
| 07. | Sa Khut       | สระขุด    | 11    | 06.439 |
| 08. | Krabueang     | กระเบื้อง  | 10    | 06.040 |
| 09. | Nong Ruea     | หนองเรือ  | 09    | 04.908 |

### Lokalverwaltung
Es gibt fünf Kommunen mit „Kleinstadt“-Status (Thesaban Tambon) im Landkreis:
- Thung Si Chumphon (Thai: เทศบาลตำบลทุ่งศรีชุมพล) umfasst Teile des Tambon Chumphon Buri.
- Na Nong Phai (Thai: เทศบาลตำบลนาหนองไผ่) umfasst den gesamten Tambon Na Nong Phai.
- Yawuek (Thai: เทศบาลตำบลยะวึก) umfasst den gesamten Tambon Yawuek.
- Sa Khut (Thai: เทศบาลตำบลสระขุด) umfasst den gesamten Tambon Sa Khut.
- Chumphon Buri (Thai: เทศบาลตำบลชุมพลบุรี) umfasst die übrigen Teile des Tambon Chumphon Buri.

Außerdem gibt es fünf „Tambon-Verwaltungsorganisationen“ (องค์การบริหารส่วนตำบล – Tambon Administrative Organizations, TAO):
- Phrai Khla (Thai: องค์การบริหารส่วนตำบลไพรขลา)
- Si Narong (Thai: องค์การบริหารส่วนตำบลศรีณรงค์)
- Mueang Bua (Thai: องค์การบริหารส่วนตำบลเมืองบัว)
- Krabueang (Thai: องค์การบริหารส่วนตำบลกระเบื้อง)
- Nong Ruea (Thai: องค์การบริหารส่วนตำบลหนองเรือ)